# Симптом «матового скла»
Симптом «матового скла» (англ. ground-glass opacity symptom) — неспецифічний радіологічний симптом, що відображає різні патологічні зміни в легеневій тканині на рівні альвеол при комп'ютерній томографії (КТ). Візуалізується як туманне, матове зниження прозорості легеневої тканини з диференційованим малюнком судин і бронхів на цьому тлі. Цей симптом може бути обумовлений частковим зниженням заповнення повітрям легеневих альвеол (транссудативної, ексудативної чи іншої природи), їх частковим спаданням (гіповентиляцією) або потовщенням їх стінок. Оскільки цей симптом є неспецифічним, може з'являтися при різних хворобах, під час постановки діагнозу слід враховувати анамнестичні дані, клінічні прояви і супутню патологію. У зв'язку з суб'єктивністю оцінки наявності симптому «матового скла», необхідно враховувати параметри сканування і візуалізації. Зокрема, занадто вузьке легеневе вікно створює «плямистість» зображення, що спотворює справжню картину, а низька роздільність і велика товщина зрізів (понад 4 мм) створюють ефект усереднення, скрадає і розмиває дрібні деталі.

## Причини виникнення симптому

### Інфекційні хвороби
В умовах пневмонії наявність цього симптому на відміну від консолідації є корисною діагностичною підказкою. Більшість бактеріальних інфекцій призводять до часткової консолідації, в той час як атипові пневмонії можуть спричинити появу симптому «матового скла». Важливо зазначити, що хоча багато з легеневих інфекцій можуть призвести до формування цього симптому, проте це відбувається не в кожному випадку.

#### Бактеріальні
- Легіонельоз
- Орнітоз
- Респіраторний мікоплазмоз

#### Вірусні
- Коронавірусна хвороба 2019
- Близькосхідний коронавірусний респіраторний синдром
- Тяжкий гострий респіраторний синдром
- Грип
- Кір
- Респіраторно-синцитіальна інфекція
- Метапневмовірусна інфекція
- Цитомегаловірусна інфекція
- Простий герпес
- Вітряна віспа і оперізуючий герпес

#### Грибкові
- Пневмоцистна пневмонія
- Аспергільоз
- Мукормікоз
- Криптококоз
- Кандидоз

#### Паразитарні
- Парагонімоз
- Шистосомози

### Неінфекційні причини

#### Експозиції
- Аспіраційна пневмонія
- Побічна реакція / дія на лікарський засіб, зокрема на блеоміцин, метотрексат, циклофосфамід, кармустин, аміодарон.
- Пневмоніт через гіперчутливість (hypersensitivity pneumonitis[en])
- Хвороба вейперів
- Радіаційне ураження легень (radiation-induced lung injury[en])

#### Ідіопатична інтерстиціальна пневмонія
- Ідіопатичний фіброзуючий альвеоліт
- Десквамативна інтерстиціальна пневмонія (desquamative interstitial pneumonia[en])
- Лімфоцитарна інтерстиціальна пневмонія (lymphocytic interstitial pneumonia[en])
- Неспецифічна інтерстиціальна пневмонія (nonspecific interstitial pneumonia[en])
- Криптогенна організуюча пневмонія (cryptogenic organizing pneumonia[en])

### Неопластичні процеси
- Аденокарцинома легень
- Атипова аденоматозна гіперплазія (Atypical adenomatous hyperplasia[en])
- Лімфоматоїдний гранульоматоз (Lymphomatoid granulomatosis[en]

### Додаткові причини
- Гостра еозинофільна пневмонія (Acute eosinophilic pneumonia[en])
- Холесторольна гранульома
- Вогнищевий інтерстиціальний фіброз
- Синдром Вегенера
- Лімфоматоїдний гранульоматоз (Lymphomatoid granulomatosis[en])
- Альвеолярний протеїноз (pulmonary alveolar proteinosis[en])
- Легенева кальцифікація
- Легеневий капілярний гемангіоматоз (Pulmonary capillary hemangiomatosis[en])
- Забій легень (Pulmonary contusion[en])

## Типи розподілу

### Дифузні та фокальні зміни
Пневмонія і пневмоніти будь-якої етіології (бактеріальної, вірусної, грибкової і т. д.) є поширеними причинами фокального або дифузного симптому «матового скла», який може відображати або неповне заповнення просвіту альвеол вмістом (при початкових або залишкових запальних проявах), або інфільтрацію альвеолярних стінок (внутрішньодолькового інтерстицію). Фокальні ділянки зниження заповнення повітрям альвеол за типом «матового скла» при бактеріальній пневмонії типовіші на тлі імунодефіциту, рідше — у імунокомпетентних пацієнтів. Патерн дифузного або дифузно-мозаїчного «матового скла», що не супроводжується будь-якими іншими змінами, може свідчити про пневмоцистну пневмонію. Цитомегаловірусна пневмонія також може проявлятися лише цим проявом, але при цьому може спостерігатися розширення бронхів і потовщення їхніх стінок, ділянки консолідації, часто виявляється плевральний випіт. Поряд з інфекційними пневмонітами, симптом дифузного «матового скла» спостерігається й при різних варіантах неінфекційного ураження внутрішньодолькового інтерстицію — ідіопатичні інтерстиціальні пневмонії, екзогенний алергічний альвеоліт тощо.
Крім запального процесу, дифузне зниження заповнення повітрям легеневої тканини за типом «матового скла» з потовщенням міждолькових перегородок може бути обумовлено набряком легень, гострою посттрансплантаційною реакцією. Схожа КТ-картина може виявлятися в гострій фазі дифузної альвеолярної кровотечі. Поширеність зон «матового скла» варіює в залежності від поширеності геморагічного просочування.

### Перифокальний тип
Симптом «матового скла» може відзначатися навколо вогнищ ущільнення легеневої тканини («симптом ореолу»). Такі зміни вперше були описані та вважається типовими для раннього інвазивного аспергільозу легень, хоча і не є досить специфічні. Виявлені випадки появи симптому ореолу навколо вогнищ, що виникають при інших інфекційних хворобах, злоякісних ураженнях легень. Подібні зміни можуть спостерігатися навколо «псевдовогнищ» після біопсії легені.

### Мозаїчний тип
Мозаїчний патерн розподілу матового скла може спостерігатися при інфільтративних (запальних, геморагічних та ін.) змінах легеневої тканини, при нерівномірній перфузії легень через хронічну патологію легеневих артерій (наприклад, при хронічній рецидивній тромбоемболії, яку іноді називають хронічною посттромбоемболічною легеневою гіпертензією)) або при обструкції термінальних відділів бронхіального дерева (облітеруючий бронхіоліт, бронхіальна астма). Диференціювати дані стани (крім відповідних анамнезу та клінічних проявів) допомагає аналіз легеневого малюнка на тлі відносно більш щільної, «матової» тканини. При інфільтративних змінах картина легеневого малюнка в суміжних областях істотно не відрізняється. При обструктивних або гіпоперфузійних змінах легеневий малюнок певною мірою більш збагачений на тлі ділянок «матового скла» (тобто насправді незміненої легеневої тканини). Диференціювати наявність експіраторного здуття легеневої тканини допомагає КТ-дослідження у фазі видиху, що сприяє виявленню «повітряних пасток».
Множинні чітко відмежовані ділянки зниженого заповнення повітрям за типом «матового скла», на тлі яких відзначається виражене ущільнення інтерстицію, більшою мірою міждолькового, характерні для альвеолярного протеїнозу легенів (такий прояв має назву симптому «божевільної смугастості» або «бруківки»).